# Johann Josef Mittelberger

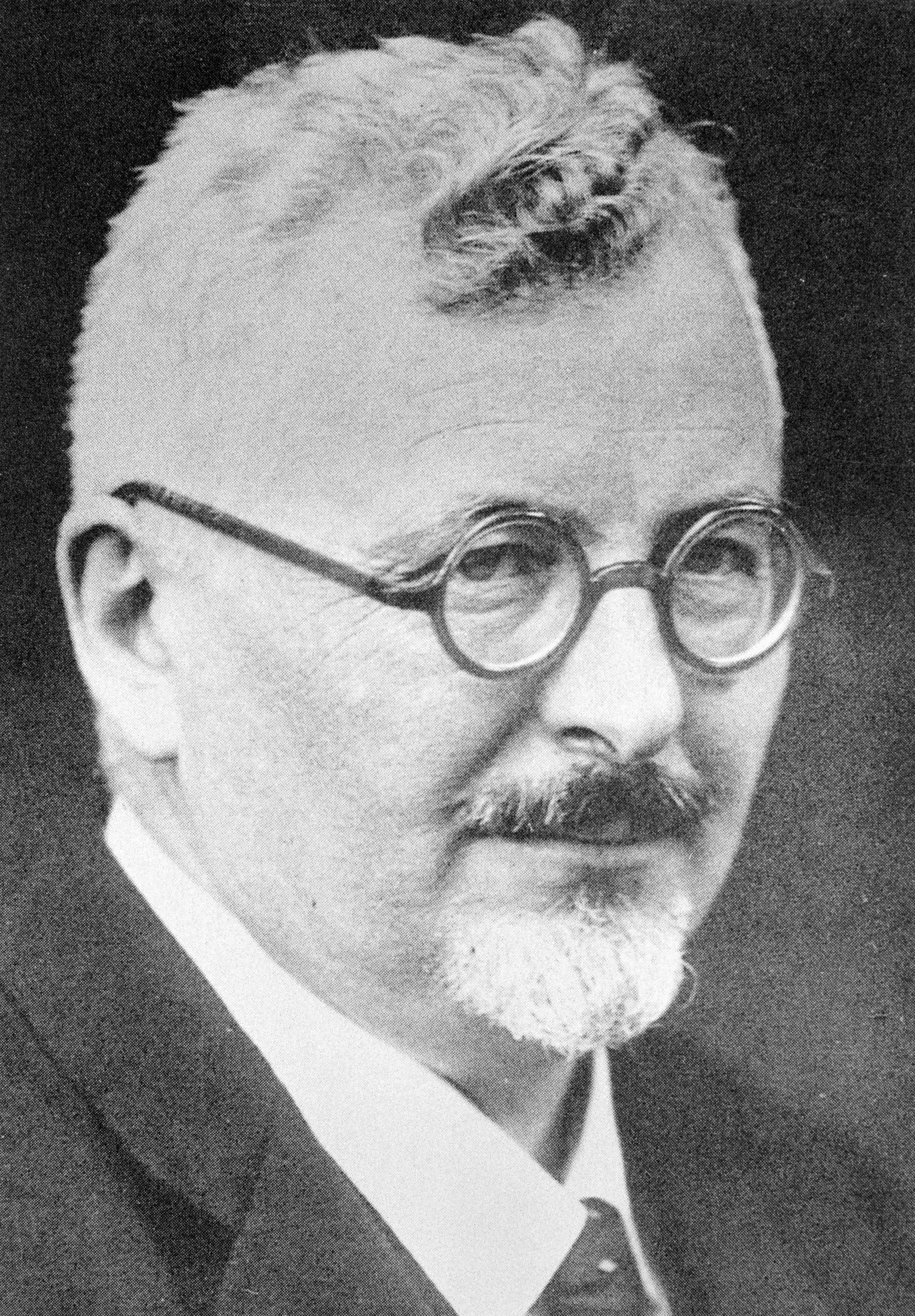
Porträt von Johann Josef Mittelberger

Johann Josef Mittelberger (* 7. November 1879 in Götzis, Vorarlberg; † 10. April 1963 in Bregenz, Vorarlberg) war ein österreichischer Politiker.

## Leben
Mittelberger, Sohn eines Bauern, wuchs in Feldkirch auf, wo er Schüler des dortigen Gymnasiums war. Nach dem Ablegen der Matura studierte er Germanistik und Philologie an der Universität Innsbruck. Er promovierte im Jahr 1905. Sein erstes Geld verdiente sich Mittelberger als Lehrer an einem Gymnasium.
1918 wagte er den Schritt in die Politik, als er Abgeordneter der Christlichsozialen Partei (CSP) zum Vorarlberger Landtag wurde. Zunächst nur in der Provisorischen Landesversammlung tätig, wurde er im Jahr 1919 vollwertiger Landtagsabgeordneter. 1923 berief ihn der Vorarlberger Landeshauptmann Otto Ender in sein Kabinett, und machte Mittelberger zum Finanzlandesrat Vorarlbergs. Unter seiner Federführung wurde Vorarlberg dank gezielter Investitionen österreichweit führendes Bundesland auf dem Energiesektor.

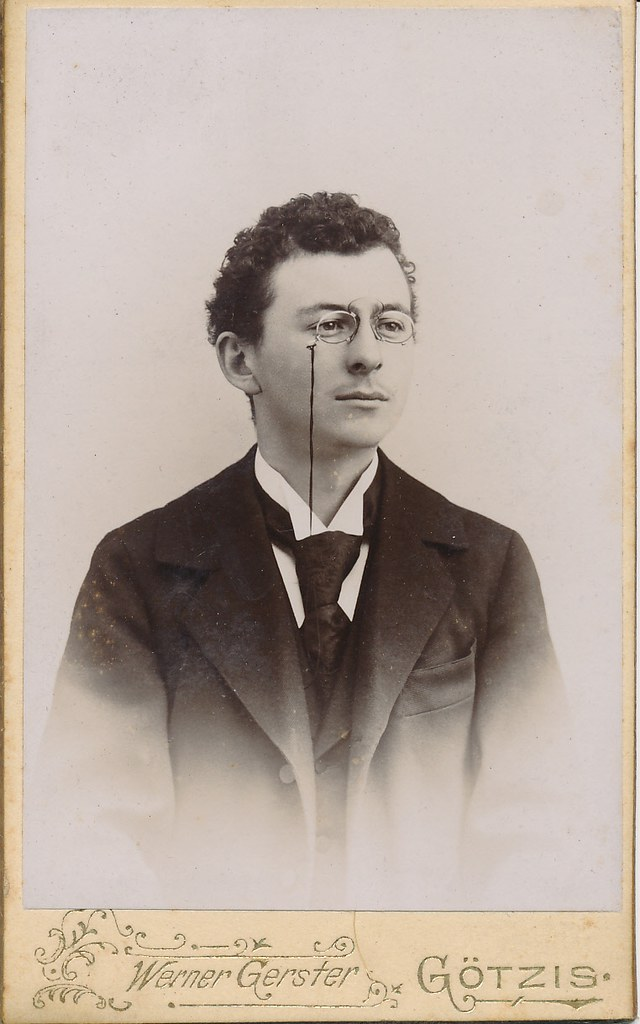
Johann Josef Mittelberger als Maturant

1929 war Mittelberger nach dem Rücktritt von Bundeskanzler Ignaz Seipel kurze Zeit selbst als Kanzlerkandidat im Gespräch; doch es kam anders. Ernst Streeruwitz, der neue Kanzler, ernannte Mittelberger im Mai 1929 zum neuen Finanzminister der Republik Österreich. Mittelbergers Amtszeit dauerte jedoch nur knapp fünf Monate; bereits im September 1929 musste er die Amtsgeschäfte seinem Nachfolger, Johann Schober, überlassen.
1934, im Zuge des aufkommenden Austrofaschismus, schied Mittelberger, der konsequent demokratische Grundsätze verfolgte, aus der Politik aus. Einen erneuten Wechsel in die Vorarlberger Landesregierung lehnte er ab. Seine ablehnende Haltung dem NS-Regime gegenüber wurde ihm im August 1944 zum Verhängnis, als er von der Geheimen Staatspolizei (Gestapo) verhaftet wurde, und danach rund zwei Monate in der auf deutschem Gebiet befindlichen Gemeinde Reichenau inhaftiert wurde.
1945 übernahm Mittelberger als Kaufmännischer Direktor die Vorarlberger Kraftwerke; 1950 ging er in Pension.
Er starb im Alter von 83 Jahren.

## Auszeichnungen
1934: Großes Ehrenzeichen am Bande für Verdienste um die Republik Österreich